# Kamienica Pod Jednorożcem w Krakowie
Kamienica Pod Jednorożcem – zabytkowa kamienica znajdująca się w Krakowie, w dzielnicy I przy ulicy Grodzkiej 31, na Starym Mieście.

## Historia
Kamienica została wzniesiona w XIV wieku, częściowo na działce wytyczonej w drugiej połowie XIII wieku po niwelacji wału Okołu, a częściowo na dawnej uliczce przywalnej. Pierwszym właścicielem budynku był tkacz Nikolaus. Pod koniec XIV wieku kamienica była przez krótki czas własnością parafii Wszystkich Świętych. W XV wieku została rozbudowana. W XVI wieku wzniesiono murowaną oficynę tylną. W 1672 kamienica została nadbudowana o drugie piętro przez Groickich. W 1847 otrzymała nową fasadę. W 1886 przekształcono fasadę w stylu neobarokowym na zlecenie B. Szwantkowskiego, przebudowano też oficynę tylną. Od 1905 do II wojny światowej kamienica była własnością żydowskiej rodziny Poserów. W 1926 nadbudowano trzecie piętro oraz zbudowano zewnętrzne schody w podwórzu. W 1931 obłożono parter fasady sztucznym kamieniem.
10 marca 1966 kamienica została wpisana do rejestru zabytków. Znajduje się także w gminnej ewidencji zabytków.

## Architektura
Obecna forma kamienicy jest efektem przebudowy z 1886, z wyjątkiem attyki, która zachowała wygląd z 1847 oraz parteru przebudowanego w 1931. Budynek ma trzy kondygnacje. Fasada, o czterech osiach, utrzymana jest w stylu neobarokowym. Parter obłożono okładziną ze sztucznego kamienia. Poszczególne kondygnacje oddzielone są od siebie gzymsami. Okna posiadają uszate obramienia. Budynek wieńczy wysoka attyka.
W wnętrzach kamienicy zachowała się latarnia schodów nakryta sklepieniem klasztornym z XVII wieku.